# Fed Cup 2010 Wereldgroep I play-offs
De Fed Cup 2010 Wereldgroep I play-offs vormden een naspel van de Fed Cup 2010, waarin promotie en degradatie tussen de twee hoogste niveaus (Wereldgroep I en Wereldgroep II) werden bevochten.
De wedstrijden werden gespeeld op 24 en 25 april 2010.

## Reglement
De vier verliezende teams van de eerste ronde van Wereldgroep I en de vier winnaars van Wereldgroep II nemen aan dit naspel deel. Het ITF Fed Cup comité bepaalt welke vier landen geplaatst worden, aan de hand van de ITF Fed Cup Nations Ranking. Hun tegenstanders worden door loting bepaald. Welk land thuis speelt, hangt af van hun vorige ontmoeting (om de andere), dan wel wordt door loting bepaald als zij niet eerder tegen elkaar speelden. Een landenwedstrijd bestaat uit (maximaal) vijf "rubbers": vier enkelspelpartijen en een dubbelspelpartij. Het land dat drie "rubbers" wint, is de winnaar van de landenwedstrijd. De vier winnende landen plaatsen zich voor de Fed Cup Wereldgroep I in het jaar erop. De vier verliezende landen zullen in het volgend jaar deelnemen in Wereldgroep II.

## Deelnemers
In 2010 namen de volgende acht landen deel aan de Wereldgroep I play-offs:
- Duitsland (verloor van Tsjechië in Wereldgroep I)
- Frankrijk (verloor van Verenigde Staten in Wereldgroep I)
- Oekraïne (verloor van Italië in Wereldgroep I)
- Servië (verloor van Rusland in Wereldgroep I)
- Australië (won van Spanje in Wereldgroep II)
- België (won van Polen in Wereldgroep II)
- Estland (won van Argentinië in Wereldgroep II)
- Slowakije (won van China in Wereldgroep II)

## Plaatsing, loting en uitslagen
Geplaatste teams hebben het plaatsingcijfer tussen haakjes.
| locatie   | ondergrond | thuisspelend land | uitslag | uitspelend land |
| --------- | ---------- | ----------------- | ------- | --------------- |
| Hasselt   | gravel (i) | België (1)        | 3-2     | Estland         |
| Charkov   | gravel (i) | Oekraïne (2)      | 0-5     | Australië       |
| Frankfurt | gravel     | Duitsland (3)     | 2-3     | Frankrijk       |
| Belgrado  | gravel (i) | Servië (4)        | 2-3     | Slowakije       |

### Vervolg
- Frankrijk handhaafde haar niveau, en bleef in Wereldgroep I.
- België, Australië en Slowakije promoveerden van Wereldgroep II in 2010 naar Wereldgroep I in 2011.
- Estland wist niet te ontstijgen aan Wereldgroep II.
- Oekraïne, Duitsland en Servië degradeerden van Wereldgroep I in 2010 naar Wereldgroep II in 2011.

Wereldgroep I · Wereldgroep II · Amerikaanse zone · Aziatisch/Oceanische zone · Europees/Afrikaanse zone · Wereldgroep I play-offs · Wereldgroep II play-offs